# San José de la Cal Grande
San José de la Cal Grande är en ort i Mexiko.   Den ligger i kommunen Pénjamo och delstaten Guanajuato, i den centrala delen av landet, 300 km väster om huvudstaden Mexico City. San José de la Cal Grande ligger 1 679 meter över havet och antalet invånare är 199.
Terrängen runt San José de la Cal Grande är platt åt sydväst, men åt nordost är den kuperad. Runt San José de la Cal Grande är det ganska tätbefolkat, med 104 invånare per kvadratkilometer. Närmaste större samhälle är La Piedad Cavadas, 14,2 km väster om San José de la Cal Grande. Trakten runt San José de la Cal Grande består till största delen av jordbruksmark.